# Passerina versicolor
O Passerina versicolor ou mariposa-escura é uma espécie de pássaro canoro da família dos cardeais, Cardinalidae.
A área de distribuição da espécie se estende da parte sul do Arizona, Novo México e Texas, nos Estados Unidos, ao sul do México, até Oaxaca. Pequenas populações disjuntas ocorrem no estado de Chiapas, no México, e no sudeste da Guatemala. Essa ave robusta tem cauda curta e bico arredondado. Tem de 11 a 14 centímetros de comprimento, envergadura de 21 centímetros e pesa de 11 a 13 gramas. Os machos reprodutores são vermelho-púrpura com uma mancha vermelha brilhante na nuca, que se torna mais marrom no outono. As fêmeas são marrom-claras, parecidas com a fêmea do Passerina cyanea, mas sem listras no peito. Os Passerina versicolor habitam desertos e arbustos xéricos, preferindo moitas de arbustos espinhosos, florestas de espinhos, bosques arbustivos e clareiras cobertas de vegetação. Eles procuram insetos, frutas e sementes no chão. As aves da espécie tecem ninhos abertos de grama e teias de aranha nos galhos externos de arbustos espinhosos, geralmente perto da água. As fêmeas põem de dois a cinco ovos [en] branco-azulados a verde-azulados, que incubam por cerca de quatorze dias. Os filhotes têm penas completas após 10 dias e estão prontos para deixar o ninho vários dias depois.

### Livro
- Groschupf, K. D., and C. W. Thompson. 1998. Varied Bunting (Passerina versicolor). In The Birds of North America, No. 351 (A. Poole and F. Gill, eds.). The Birds of North America, Inc., Philadelphia, PA. (em inglês)

### Tese
- Klicka JT. Ph.D. (1999). A molecular perspective on the evolution of North American songbirds. University of Minnesota, United States—Minnesota. (em inglês)

### Artigos
- Klicka J, Fry AJ, Zink RM & Thompson CW. (2001). A cytochrome-b perspective on Passerina bunting relationships. Auk. vol 118, no 3. p. 611-623. (em inglês)
- Thompson WL. (1968). The Songs of 5 Species of Passerina Passerina-Leclancherii Passerina-Ciris Passerina-Versicolor Passerina-Cyanea Passerina-Amoena. Behaviour. vol 31, no 3/4. p. 261-287. (em inglês)
- Woolfenden GE & Van Deventer M. (2006). First record of the varied bunting from Florida. Florida Field Naturalist. vol 34, no 1. p. 1-3. (em inglês)